# Euroflag
Euroflag byla skupina evropských výrobců letadel zformovaná za účelem vývoje vojenského transportního letounu Airbus A400M. V současnosti ve vývoji pokračuje společnost Airbus Military.
Původně byla v roce 1982, pro projekt náhrady typů letadel C-130 Hercules a C-160 Transall, založena skupina Future International Military Airlifter (FIMA) společnostmi Aerospatiale, British Aerospace, Lockheed Corporation a MBB. Kvůli měnícím se požadavkům a politickým komplikacím postupovaly práce na projektu velmi pomalu. V roce 1989 opustil skupinu Lockheed a soustředil se na vývoj druhé generace svého C-130J Hercules.
Po příchodu firem Alenia a CASA se skupina Future International Military Airlifter přeměnila na Euroflag, European future large aircraft group.